# Kevalay Queen
Il Kevalay Queen è un traghetto passeggeri appartenente alla compagnia di navigazione libica Kevalay Travel & Tourism. È nota per aver navigato per conto della compagnia di navigazione italo-francese Corsica Ferries dal 1986 al 2021 con il nome di Sardinia Regina .

## Caratteristiche
Il traghetto è mosso da sei motori diesel Nohab/Polar SF116VS-E eroganti 1765 kW di potenza a 750 giri/min ciascuno, per un totale di 10590 kW. La nave può raggiungere i 19 nodi di velocità e può trasportare fino a 1800 passeggeri e 480 veicoli.
E' un traghetto ro/ro, dotato di doppia apertura, sia della prua che del portellone a poppa.

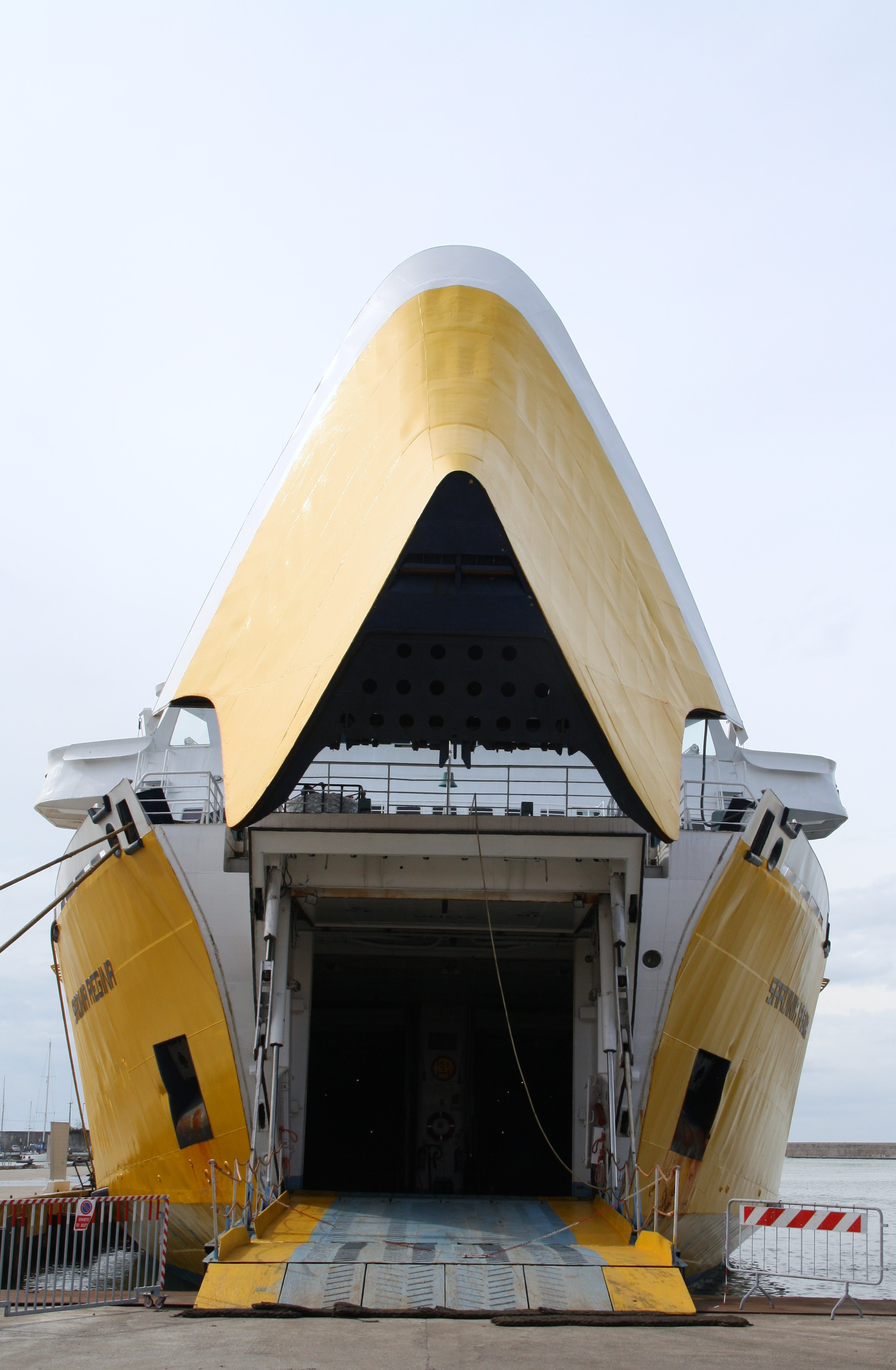
Particolare della prua aperta

I servizi disponibili a bordo sono: cabine (220), ristorante à la carte, ristorante self-service (530 posti distribuiti tra i due ristoranti), 2 bar (266 e 137 posti), disco bar (157 posti), caffetteria, boutique, mini-market, cinema/auditorium (150 posti), area giochi per bambini, sala video games, piscina e solarium.
La nave è strutturata su nove ponti:
- Ponte 9 - Amethyst deck: cabine
- Ponte 8 - Emerald deck: bar, solarium, cabine
- Ponte 7 - Sapphire deck: solarium, cabine
- Ponte 6 - Diamond deck: ristorante à la carte, ristorante self-service, caffetteria, boutique, mini-market, area giochi per bambini, sala video games, bar interno, bar esterno, piscina, solarium.
- Ponte 5 - Ruby deck: reception, cabine
- Ponte 4 - Garage deck
- Ponte 3 - Garage deck
- Ponte 2 - Crystal deck: cinema/auditorium,disco bar

Nell'ottobre del 1988 la nave fu portata presso i cantieri navali I.N.M.A. di La Spezia e venne sottoposta a importanti lavori di ristrutturazione, in occasione dei quali il traghetto fu allungato di circa 23 metri e vennero aggiunti due ponti, che aumentarono il numero di cabine a disposizione dei passeggeri e potenziarono la capacità dei garage.
Dal 1989 al 1996 sulle fiancate ha avuto solo il nome corsica ferries in quanto non ancora accorpata a sardinia ferries. Dal 1996 dopo il cambio di nome, compare la "testa" sul fumaiolo e solo la scritta sardinia ferries ai lati della nave. Dal 1999, anno in cui si unirono le due compagnie, sulle fiancate sono presenti entrambi i nomi separarti dal logo della "testa".
A fine 2021 sono stati rimossi tutti i loghi della compagnia Corsica Ferries - Sardinia Ferries e sono stati sostituiti da quelli della nuova compagnia sia sulle fiancate che sul fumaiolo. I colori esterni e tutti gli ambienti interni sono rimasti invariati.

## Servizio
Il traghetto fu varato il 12 febbraio 1972 presso i cantieri navali Jozo Lozovina-Mosor di Traù, nell'ex Jugoslavia. Battezzata col nome di Visby, la nave venne consegnata alla compagnia svedese Rederi AB Gotland il 29 ottobre 1972. Rinominato Drotten nel 1980, negli anni successivi il traghetto fu noleggiato a diverse compagnie, venendo impiegato per diversi anni nei collegamenti tra Genova e Barcellona.
Il 2 ottobre 1985 il traghetto fu venduto alla compagnia di navigazione italo-francese Corsica Ferries. Inizialmente venne ribattezzata Corsica Viva II. Successivamente dopo gli importanti lavori, venne rinominato Corsica Regina nell'aprile del 1989, al termine di essi risultava essere uno dei traghetti più moderni e lussuosi del Mar Mediterraneo. Nel 1996 la nave cambiò di nuovo nome in Sardinia Regina passando a Sardinia Ferries.

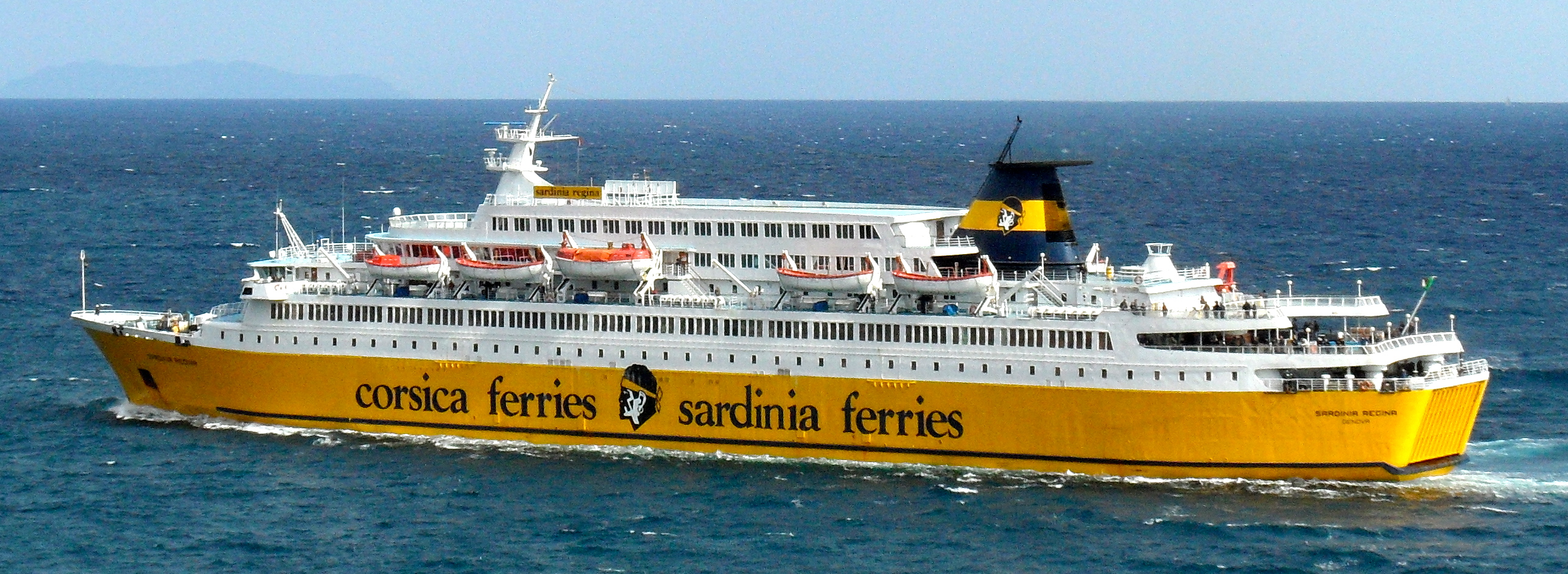
L'allora Sardinia Regina in navigazione.

Negli anni la nave ha viaggiato tra i porti di Livorno, Piombino, Genova, Savona, Golfo Aranci, Nizza, Tolone, Ajaccio, Bastia, Calvi, Ile Rousse.
L’8 agosto 2021 è stata annunciata la sua vendita alla compagnia libica Kevalay Travel & Tourism, issando bandiera panamese, cambiando nome in Kevalay Queen ed entrando in servizio sulla rotta Misurata-Istanbul.
Nel 2022 la bandiera panamese viene sostituita da quella libica
Il 28 novembre 2023, durante la navigazione da Istanbul a Misurata, si incaglia nei Dardanelli in seguito ad un'avaria. Disincagliata, giunge a Misurata il 16 dicembre.
Nel febbraio 2024, il Kevalay Queen è entrato in collisione con la nave cargo Captain Adam 1 nelle acque del Mar di Marmara, vicino a Yenikapı, al largo della costa di Istanbul. Fortunatamente, non sono stati riportati feriti. 
Dal 14 febbraio 2024 è in disarmo nel porto di Misurata.

## Navi gemelle
- Queen Rinas (ex Corsica Victoria)